# Klorit-dizmutáz
A klorit-dizmutáz, más néven klorit-O2-liáz (EC 1.13.11.49) az alábbi reakciót katalizáló enzim:
{\displaystyle {\ce {ClO2- ->Cl- +O2}}}
Az oxigént létrehozó reakciók különösen ritkák a biológiában, és nehezen reprodukálhatók szintetikusan. A klorátlégzést használó baktériumok enzimatikusan hatástalanítják a perklorátbontáskor keletkező kloritot (ClO−2) oxigént (O2) és kloridot (Cl−) adva. A klorit-dizmutáz hem b-t tartalmazó fehérje, de szerkezete nem hasonlít az ismert peroxidázokhoz vagy más hemoproteinekhez, és egy egynél több biokémiai funkciójú fehérjékből álló család tagja.
A klorit-dizmutáz megtalálható a nitritoxidáló Nitrospira baktériumnemzetségben és a Nitrobacter winogradskyiban is. Ez utóbbiban a Cld dimerként van jelen, és az alegységek rövidebb N-terminális szakasza ellenére különösen hatékony.

## Hatásmechanizmus
Egy 2008-as tanulmány szerint a klorit először lead a porfingyűrű közepén lévő Fe3+-nak egy oxigént, így a vas Fe4+-gyé oxidálódik, egy oxigén a vashoz kapcsolódik, és hipoklorit keletkezik. Ezután a vas Fe3+-má redukálódik a hipoklorit oxigénhez való kötődésekor. Ezután a klór Cl−-ként, a két oxigénatom O2-ként válik le, a vas e folyamat során marad Fe3+.

## Jellemzők
Az Azospira oryzae homohexamer klorit-dizmutáza különösen fényérzékeny, a fény a benne lévő hisztidin oxidációját okozza, csökkentve aktivitását.

## Fordítás
Ez a szócikk részben vagy egészben  a   Chlorite dismutase című angol Wikipédia-szócikk ezen változatának fordításán alapul.  Az eredeti cikk szerkesztőit annak laptörténete sorolja fel. Ez a jelzés csupán a megfogalmazás eredetét és a szerzői jogokat jelzi, nem szolgál a cikkben szereplő információk forrásmegjelöléseként.